# Gonzalo Carreras
Gonzalo Carreras (Baradero, 26 de octubre de 1989) es un deportista argentino que compite en piragüismo en la modalidad de aguas tranquilas. Ganó cuatro medallas en los Juegos Panamericanos entre los años 2015 y 2023.

## Palmarés internacional
| Juegos Panamericanos | Juegos Panamericanos | Juegos Panamericanos | Juegos Panamericanos |
| Año                  | Lugar                | Medalla              | Competición          |
| -------------------- | -------------------- | -------------------- | -------------------- |
| 2015                 | Toronto (Canadá)     | Medalla de plata     | K2 1000 m            |
| 2015                 | Toronto (Canadá)     | Medalla de bronce    | K4 1000 m            |
| 2019                 | Lima (Perú)          | Medalla de oro       | K4 500 m             |
| 2023                 | Santiago (Chile)     | Medalla de oro       | K4 500 m             |